# Suazilândia nos Jogos Olímpicos de Verão de 1972
Suazilândia competiu nos Jogos Olímpicos pela primeira vez nos Jogos Olímpicos de Verão de 1972 em Munique, Alemanha Ocidental.